# Jugoistotschen

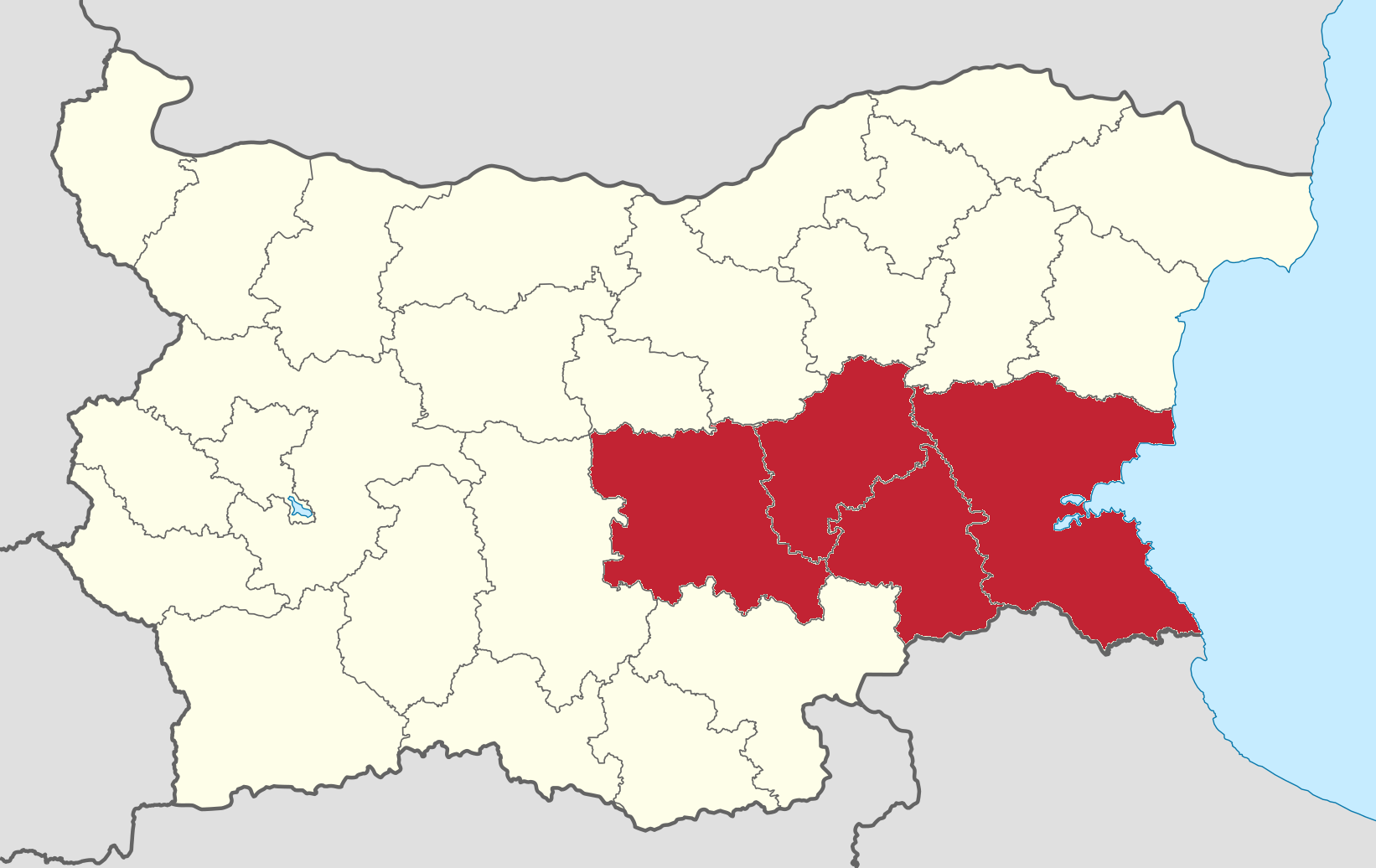
Lage in Bulgarien

Jugoistotschen (bulgarisch Югоизточен, Deutsch: Südosten) ist eine der sechs Planungsregionen in Bulgarien auf der Ebene NUTS 2. Wie andere Planungsregionen hat sie keine Verwaltungsbefugnisse. Ihre Hauptaufgabe ist die Koordinierung regionaler Entwicklungsprojekte und die Verwaltung von EU-Mitteln. Das Planungszentrum der Region liegt in der Stadt Burgas.
Im Osten grenzt die Region an das Schwarze Meer. Wichtig für die regionale Wirtschaft ist insbesondere der Tourismus.

## Geografie
Die Region besteht aus folgenden vier Oblasten:
- Oblast Burgas
- Oblast Sliwen
- Oblast Jambol
- Oblast Stara Sagora

## Demografie
Die Einwohnerzahl lag im Jahr 2020 bei 1.024.115 Personen.

## Wirtschaft
Im Jahr 2018 lag das regionale Bruttoinlandsprodukt je Einwohner, ausgedrückt in Kaufkraftstandards, bei 42 % des Durchschnitts der EU-27.